# Paul Greengrass
Paul Greengrass, angleški filmski režiser, filmski producent, scenarist in novinar, * 13. avgust 1955 Cheam, Surrey, Velika Britanija
Specializiran je za dramatizacijo zgodovinskih dogodkov in je znan po svoji ročni uporabi kamer. Njegov zgodnji film Krvava nedelja (2002), o streljanju leta 1972 v Derryju na Severnem Irskem, je na 52. mednarodnem filmskem festivalu v Berlinu dobil zlatega medveda za nagrado. 
Drugi filmi, ki jih je režiral, vključujejo tri v seriji akcij / trilerjev Bourne: The Bourne Supremacy (2004), The Bourne Ultimatum (2007) in Jason Bourne (2016); United 93 (2006), za katerega je prejel nagrado BAFTA za najboljšo režijo in oskarja za nominacijo za najboljšo režijo; Zelena cona (2010); in Kapitan Phillips (2013). Leta 2004 je napisal in produciral film Omagh, ki je prejel nagrado Britanske akademije za televizijo.
Leta 2007 je Greengrass soustanovil Directors UK, poklicno organizacijo britanskih filmskih ustvarjalcev, in je bil njen prvi predsednik do leta 2014. Leta 2008 ga je The Telegraph uvrstil med najvplivnejše ljudi v britanski kulturi. Leta 2017 je bil Greengrass nagrajen s štipendijo Britanskega filmskega inštituta.